# Шаймухаметов, Муфтахутдин Бадретдинович
Муфтахутдин Бадретдинович Шаймухаметов (27 июля 1911 года, д. Нимислярово — 14 сентября 1979 года, г. Уфа) — начальник установки Уфимского нефтеперерабатывающего завода. Герой Социалистического Труда (1959).

## Биография
Родился (27 июля 1911 года в деревне Нимислярово Уфимского уезда Уфимской губернии.
Имел начальное образование.
Место работы: c 1930 года — в колхозе «Бильгиляр» Нуримановского района, с 1937 по 1963 год — УНПЗ.
Служил в армии с 1934 по 1937 годы.
На УНПЗ (Уфимский нефтеперерабатывающий завод) работал охранником, помощником оператора, оператором установки термического крекинга, оператором атмосферно-вакуумной установки, инженером и начальником установки.
Будучи бригадиром УНПЗ, способствовал постоянному перевыполнению заданий. Его бригада к 1959 году ежемесячно выполняла план на 110—115 процентов.
На пенсии с 1963 года. Умер 14 сентября 1979 года. Похоронен на Северном кладбище Уфы.
За выдающиеся успехи в деле развития нефтяной и газовой промышленности, Указом Президиума Верховного Совета СССР от 19 марта 1959 года Муфтахутдину Бадретдинович Шаймухаметову присвоено звание Героя Социалистического Труда.

## Награды и звания
- Герой Социалистического Труда (1959).
- Орден Ленина (1959).